# Étienne Mattler
Étienne Mattler (25 de dezembro de 1905 - 23 de março de 1986) foi um futebolista francês.
Competiu nas três primeiras Copas do Mundo. Ele, que nasceu próximo à fronteira com a Alemanha, tem origens germânicas, daí seu sobrenome.